# Bisdom San Fernando de Apure
Het bisdom San Fernando de Apure (Latijn: Dioecesis Sancti Ferdinandi Apurensis) is een rooms-katholiek bisdom met als zetel San Fernando, hoofdstad van de staat Apure in Venezuela. Het bisdom is suffragaan aan het aartsbisdom Calabozo. 

## Geschiedenis
Het bisdom werd opgericht op 7 juni 1954, als de territoriale prelatuur San Fernando de Apure, uit delen van de bisdommen Calabozo en San Cristóbal de Venezuela, en was suffragaan aan het aartsbisdom Caracas. Op 12 november 1974 werd het verheven tot bisdom. Op 17 juni 1995 wisselde het van kerkprovincie en werd suffragaan aan het nieuw verheven aartsbisdom Calabozo. 

## Parochies
Het bisdom had in 2020 een oppervlakte van 43.536 km2 en telde 327.179 inwoners waarvan 80,0% rooms-katholiek was.

## Ordinarii

### Prelaten
- Antonio Ignacio Camargo (apostolisch administrator: 21 oktober 1954 - 1960)
- Domingo Roa Pérez (apostolisch administrator: 1960 - 1961)
- Angel Adolfo Polachini Rodriguez (30 november 1966 - 25 maart 1971)

### Bisschoppen
- Roberto Antonio Dávila Uzcátegui (23 juni 1972 - 23 juni 1992)
- Mariano José Parra Sandoval (12 juli 1994 - 10 juli 2001)
- Víctor Manuel Pérez Rojas (7 november 2001 - 15 juli 2016)
- Alfredo Enrique Torres Rondón (15 juli 2016 - heden)

## Galerij van afbeeldingen

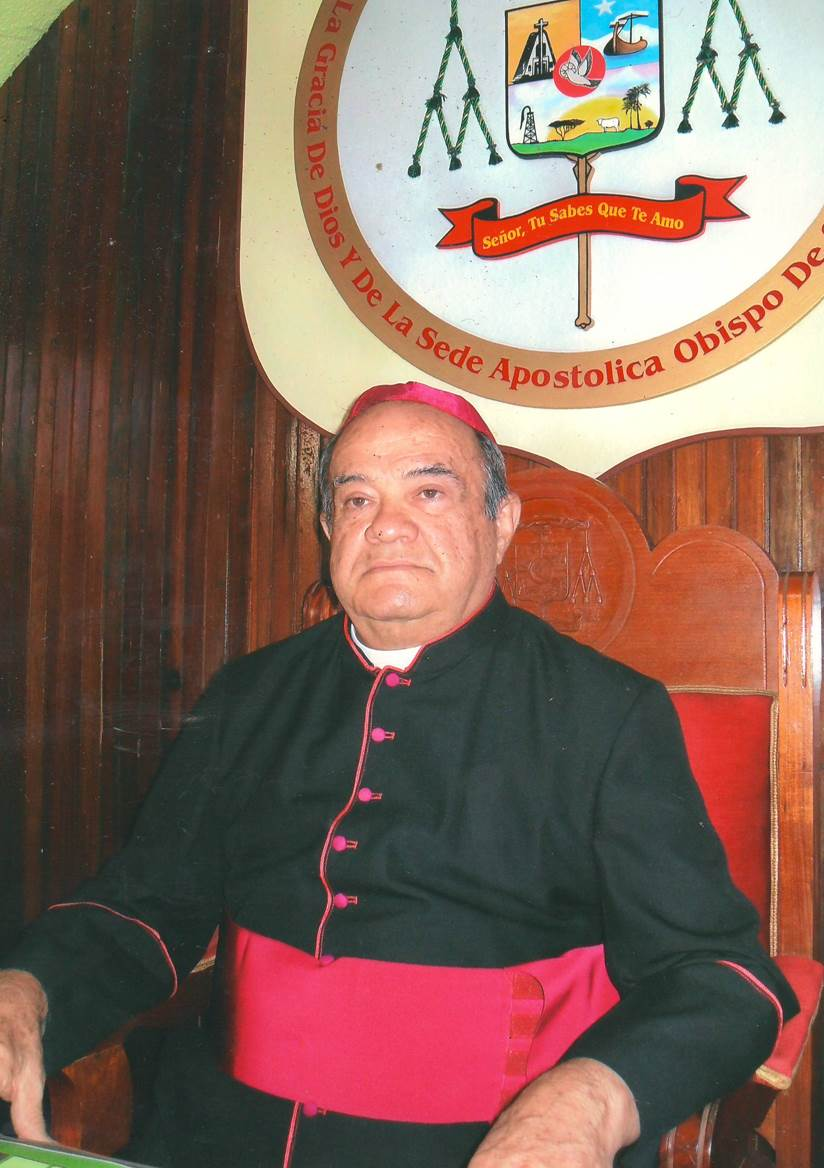
Bisschop Víctor Manuel Pérez Rojas (2001-2016)

Calabozo (aartsbisdom) · San Fernando de Apure · Valle de la Pascua